# 무덤에서 나온 신랑
"무덤에서 나온 신랑"은 한국에서 제작된 이용민 감독의 1963년 영화이다. 박노식 등이 주연으로 출연하였고 정병준 등이 제작에 참여하였다.

## 출연

### 주연
- 박노식
- 도금봉
- 정애란

## 기타
- 조명: 방기찬
- 미술: 홍성칠